# (31020) Skarupa
(31020) Skarupa es un asteroide perteneciente al cinturón exterior de asteroides, descubierto el 17 de marzo de 1996 por el equipo de la Estación Óptica de Maui de la Fuerza Aérea (AMOS), desde el Observatorio de Haleakala, Hawái, Estados Unidos.

## Designación y nombre
Designado provisionalmente como 1996 FP1. Fue nombrado por Valerie Skarupa (n. 1966) quien fue la directora del programa AMOS durante muchos años, asegurándose de que siempre hubiera financiación y apoyo para el programa de asteroides AMOS y el programa NEAT. Apropiadamente, este objeto del grupo de Hilda es uno de los descubrimientos más alucinantes del equipo AMOS.

## Características orbitales
Skarupa está situado a una distancia media del Sol de 3,982 ua, pudiendo alejarse hasta 4,458 ua y acercarse hasta 3,507 ua. Su excentricidad es 0,119 y la inclinación orbital 3,470 grados. Emplea 2902,78 días en completar una órbita alrededor del Sol.
Los próximos acercamientos a la órbita de Júpiter ocurrirán el 10 de abril de 2028, el 21 de mayo de 2052 y el 20 de junio de 2076.

## Características físicas
La magnitud absoluta de Skarupa es 13,21. Tiene 12,799 km de diámetro y se estima su albedo en 0,075.